# Drug Church
Drug Church (deutsch Drogekirche) ist eine US-amerikanische Rock-Band aus Albany.

## Geschichte
Drug Church begann als Nebenprojekt des Sängers Patrick Kindlon von Self Defense Family. Nachdem die Band 2011 ein Demo mit drei Songs online veröffentlicht hatte, wurde sie Anfang 2012 von No Sleep Records unter Vertrag genommen. Zur ursprünglichen Besetzung der Band gehörten Patrick Kindlon, Gitarrist Nick Cogan, Bassist Cory Galusha und Schlagzeuger Chris Villeneuve. Ihr erster EP, Swell, wurde 2012 veröffentlicht und erhielt von der Kritik große Anerkennung für seinen rauen und aggressiven Sound. Dieses frühe Werk legte den Grundstein für den wachsenden Ruf von Drug Church als innovative und aufregende Band in der Punk- und Hardcore-Szene.
Drug Churchs Debütalbum, Paul Walker kam 2013 heraus.
Im Jahr 2018 unterzeichneten Drug Church einen Vertrag mit Pure Noise Records und veröffentlichten ihr drittes Album Cheer, das die Bereitschaft der Band unter Beweis stellte, mit verschiedenen Stilen wie Grunge zu experimentieren und gleichzeitig ihr Punk-Ethos beizubehalten. Das Album erhielt Lob für seine introspektiven und ehrlichen Texte sowie für seine Bereitschaft, sich mit komplexen Themen auseinanderzusetzen.
Das vierte Album der Band, Hygiene, wurde am 10. November 2021 mit der Veröffentlichung der Singles Miles of Fun und Detective Lieutenant angekündigt und am 11. März 2022 über Pure Noise Records veröffentlicht. Am 1. März 2023 veröffentlichte die Band die Single Myopic über Pure Noise Records.

## Stil
Die Musik von Drug Church zeichnet sich durch eine vielseitige Mischung aus Punkrock, Post-Hardcore und Alternative Rock aus. Ihr Sound hat sich im Laufe der Jahre weiterentwickelt und ist von einem rohen und aggressiven Punk-Stil zu einem vielfältigeren und experimentelleren Ansatz übergegangen. Textlich erforscht die Band ein breites Themenspektrum und befasst sich oft mit sozialen und persönlichen Themen mit einer einzigartigen Kombination aus Humor und Nachdenklichkeit.
Musikalisch mischt die Band Hardcore-Punk im Stil von Bands wie Black Flag mit Alternative-Rock- und Grunge-Elementen zu ihrem Post-Punk/Post-Hardcore-Sound. Die Texte zu ihren Liedern konzentrieren sich hauptsächlich auf soziale Themen und sind tendenziell düster und/oder satirisch. In einer Frage-und-Antwort-Runde auf der Website seines anderen Projekts Self Defense Family erklärte Kindlon, dass er keine vorab geschriebenen Texte für seine Bands habe und die Liedtexte vielmehr im Studio schreibe.

## Diskografie
Alben
- 2013: Paul Walker
- 2015: Hit Your Head
- 2018: Cheer
- 2022: Hygiene

EPs
- 2011: Demo
- 2012: Drug Church
- 2015: Swell
- 2021: Tawny

Singles
- 2017: Weed Pin
- 2020: Bliss Out
- 2023: Myopic